# Jonkowo (gmina)
Jonkowo (daw. gmina Wrzesina) – gmina wiejska w województwie warmińsko-mazurskim, w powiecie olsztyńskim. W latach 1975–1998 gmina położona była w województwie olsztyńskim.
Siedziba gminy to Jonkowo.
Według Narodowego Spisu Powszechnego 31 marca 2011 gminę zamieszkiwało 6634 mieszkańców. Natomiast według danych z 31 grudnia 2019 roku gminę zamieszkiwało 7430 osób.

## Struktura powierzchni
Według danych z roku 2002 gmina Jonkowo ma obszar 168,19 km², w tym:
- użytki rolne: 48%
- użytki leśne: 38%

Gmina stanowi 5,92% powierzchni powiatu.

## Demografia
Struktura demograficzna mieszkańców gminy Jonkowo według danych z 31 grudnia 2007:
| Opis                                | Ogółem | Ogółem | Kobiety | Kobiety | Mężczyźni | Mężczyźni |
| ----------------------------------- | ------ | ------ | ------- | ------- | --------- | --------- |
| Jednostka                           | osób   | %      | osób    | %       | osób      | %         |
| Populacja                           | 5978   | 100    | 2973    | 49,73   | 3005      | 50,27     |
| Wiek przedprodukcyjny (0–17 lat)    | 1492   | 24,96  | 721     | 12,06   | 771       | 12,9      |
| Wiek produkcyjny (18–65 lat)        | 3873   | 64,79  | 1848    | 30,91   | 2025      | 33,87     |
| Wiek poprodukcyjny (powyżej 65 lat) | 613    | 10,25  | 404     | 6,76    | 209       | 3,5       |

- Liczba ludności gminy w latach 1995–2008[5]:

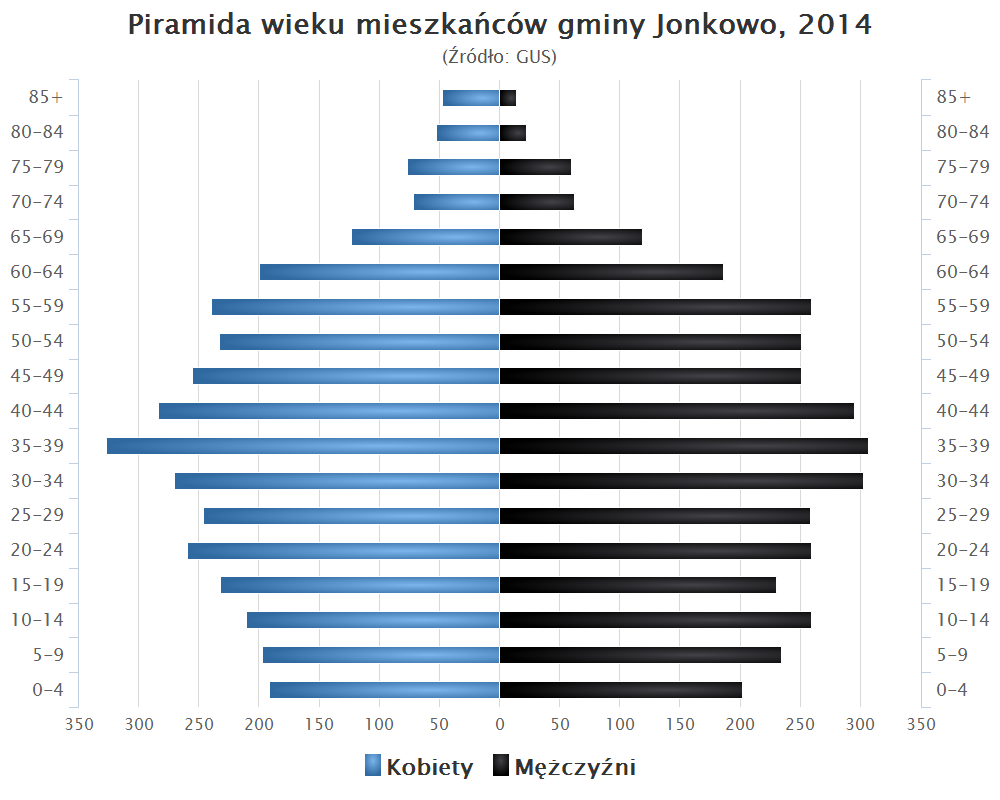
Piramida wieku mieszkańców gminy Jonkowo w 2014 roku

## Edukacja i nauka
Na terenie gminy zlokalizowane są trzy szkoły podstawowe:
- Szkoła Podstawowa im. Tadeusza Kościuszki w Jonkowie
- Szkoła Podstawowa we Wrzesinie
- Szkoła Podstawowa w Nowym Kawkowie,

a także jedna placówka gimnazjalna:
- Gimnazjum w Jonkowie (posiadająca filię zlokalizowaną przy Szkole Podstawowej we Wrzesinie).

W 2007 roku w szkołach podstawowych na terenie gminy kształciło się 410 uczniów, a w gimnazjum 215 uczniów. Do szkoły podstawowej w Jonkowie uczęszczają dzieci z Jonkowa, Węgajt, Mątek, Kajn, Łomów, Garzewka, Polejek, Wilimowa oraz Gutkowa, do placówki we Wrzesinie dzieci z Wrzesiny, Warkał, Godek, Stękin, Giedajt, Porbad oraz Wołowna natomiast do szkoły w Nowym Kawkowie dzieci z Pupek, Starego Kawkowa i Nowego Kawkowa, Szałstr oraz Gamerek Wielkich.
Na terenie gminy zlokalizowane jest także Przedszkole Samorządowe w Jonkowie, utworzone w 1976 roku jako zakładowe przedszkole przy SKR Jonkowo, przejęte przez samorząd gminny w 1991 roku. W 2005 uczęszczało do niego 71 dzieci.

## Kultura
Działalność kulturalna jest prowadzona przez Gminny Ośrodek Kultury w Jonkowie.

## Turystyka

### Szlaki turystyczne
Przez teren gminy przebiegają zarówno szlaki rowerowe, jak i samochodowe. Spośród rowerowych, najdłuższy jest szlak z Olsztyna do Iławy o długości 90 kilometrów. Przez teren gminy Jonkowo przebiega jego część o długości ok. 20 km. Trasa szlaku wkracza na teren gminy we wsi Gutkowo, następnie przebiega przez Wilimowo, Jonkowo, Pupki, Nowe Kawkowo, Stare Kawkowo oraz Gamerki Wielkie. Drugi co do długości jest szlak, którego zarówno punktem startowym, jak i końcowym jest wieś Jonkowo. W całości przebiega on przez teren gminy Jonkowo. Jego trasa wynosi 28 km i przebiega przez Łomy, Nowe Kawkowo, Szałstry i Węgajty. Trzeci ze szlaków to szlak żółty, którego start i meta zlokalizowana jest w Dywitach. Przez teren gminy Jonkowo przebiega część trasy o długości ok. 5 km. Szlak przebiega przez wsie Gutkowo, Wilimowo i Kajny. Jego łączna długość 21,9 km. Przez teren gminy przebiega też trasa samochodowego Szlaku Kopernikowskiego. Jego łączna długość to 302 km, a zarówno początek, jak i koniec ulokowany jest w Olsztynie.

### Zabytki
- Kościół św. Jana Chrzciciela w Jonkowie z XIV wieku
- Kościół św. Marii Magdaleny we Wrzesinie z XV wieku
- Kościół św. Jana Ewangelisty w Nowym Kawkowie z fragmentami z XIV wieku
- cmentarze rzymskokatolickie w Jonkowie, Wrzesinie i Nowym Kawkowie
- dzwonnica w Stękinach
- dzwonniczka przydrożna w Giedajtach
- kapliczki Warmińskie

## Sport
Na terenie gminy funkcjonuje Gminny Ludowy Klub Sportowy Jonkowo oraz KS Jonkovia, która występuje w Lidze Wojewódzkiej Juniorów W-MZPN. Awans uzyskali w sezonie 2011/2012.

### Obiekty i imprezy cykliczne
- hala sportowa przy SP w Jonkowie
- sala gimnastyczna przy SP we Wrzesinie
- stadion gminny w Jonkowie
- strzelnica myśliwska w Gutkowie
- niewymiarowe boiska piłkarskie w sołectwach
- strzelnica Warmińskiego Klubu Strzeleckiego 10 w Mątkach

Na terenie gminy organizowana jest Liga Halowa Piłki Nożnej. W edycji 2008/09 rozgrywek wzięło udział osiem zespołów. Rozgrywki zostały przerwane 27 stycznia 2009 z powodu niewłaściwego zachowania piłkarzy i kibiców.

## Sołectwa
Jednostkami pomocniczymi w gminie Jonkowo są (w nawiasach pozostałe miejscowości należące do sołectwa):
Gamerki Wielkie (Gamerki Małe), Garzewko, Giedajty, Godki, Gutkowo (Wilimowo, Żurawno), Jonkowo, Kajny, Łomy, Mątki, Nowe Kawkowo, Polejki (Polejki Leśne), Porbady, Pupki, Stare Kawkowo (Szatanki), Stękiny, Szałstry (Bobry), Warkały, Węgajty, Wołowno (Bałąg), Wrzesina (Szelągowo).

## Sąsiednie gminy
Dywity, Gietrzwałd, Łukta, Olsztyn, Świątki